# Ono Masahito
Ono Masahito (sinh ngày 9 tháng 8 năm 1996) là một cầu thủ bóng đá người Nhật Bản.

## Sự nghiệp câu lạc bộ
Ono Masahito hiện đang chơi cho Omiya Ardija.